# كريس فان هولن
كريستوفر فان هولن (بالإنجليزية: Christopher J. Van Hollen Jr)‏ هو سياسي أمريكي من الحزب الديمقراطي ولد في يوم 10 يناير 1959 في كراتشي في باكستان. حصل على شهادة الماجستير في العلوم السياسية من جامعة هارفارد وحصل على شهادة الدكتوراة في القانون من جامعة جورجتاون. هو عضو في مجلس الشيوخ الأمريكي كممثل عن ولاية ميريلاند منذ سنة 2017. وهو عضو سابق في مجلس النواب من سنة 1995 إلى سنة 2003.